# Joseph F. Holt
Joseph Franklin Holt III (ur. 6 lipca 1924 w Springfield, zm. 14 lipca 1997 w Santa Maria) – amerykański polityk, członek Partii Republikańskiej.

## Działalność polityczna
W okresie od 3 stycznia 1953 do 3 stycznia 1961 przez cztery kadencje był przedstawicielem 22. okręgu wyborczego w stanie Kalifornia w Izbie Reprezentantów Stanów Zjednoczonych.